# Metaleptobasis minteri
Metaleptobasis minteri är en trollsländeart som beskrevs av Daigle 2003. Metaleptobasis minteri ingår i släktet Metaleptobasis och familjen dammflicksländor. IUCN kategoriserar arten globalt som otillräckligt studerad. Inga underarter finns listade i Catalogue of Life.